# Corgoň Liga 2007/08
De Corgoň Liga 2007/2008 was het vijftiende seizoen in de hoogste afdeling van het Slowaakse voetbal sinds de introductie van de topliga in 1993. De competitie begon op 14 juli 2007 en eindigde op 31 mei 2008. Artmedia Petržalka werd voor de tweede keer kampioen. Titelverdediger MŠK Žilina werd tweede.

## Uitslagen
|                    | ART     | AST     | DBB     | SEN     | KOŠ     | NIT     | RUŽ     | SLO     | TRN     | ZLA     | ZTS     | ŽIL     |
| ------------------ | ------- | ------- | ------- | ------- | ------- | ------- | ------- | ------- | ------- | ------- | ------- | ------- |
| Artmedia Petržalka |         | 3–2 1–0 | 6–3 2–1 | 3–1     | 0–0 1–0 | 1–0     | 3–0     | 2–1 2–1 | 3–1 2–1 | 5–0 4–0 | 1–0     | 2–3     |
| AS Trenčín         | 1–4     |         | 0–3 1–3 | 2–1 0–0 | 1–2     | 1–2     | 0–3     | 1–2     | 0–2 2–1 | 4–0 0–0 | 2–2 1–1 | 2–2     |
| Dukla Banská B.    | 2–2     | 1–1     |         | 2–0 2–0 | 1–2 3–0 | 1–0     | 1–1     | 0–0 0–1 | 0–0     | 1–0     | 0–1 3–2 | 1–3 1–1 |
| FC Senec           | 2–3 4–5 | 3–0     | 1–1     |         | 1–1     | 0–1 1–0 | 2–3 2–2 | 1–0     | 1–3 4–1 | 1–1 1–0 | 2–1     | 0–0     |
| MFK Košice         | 0–1     | 4–0 2–1 | 1–3     | 0–0 4–0 |         | 2–1 1–2 | 1–0     | 3–0 1–1 | 3–2     | 3–0     | 0–0 6–2 | 2–0 2–2 |
| FC Nitra           | 1–0 0–3 | 2–0 3–0 | 1–0 1–0 | 2–0     | 1–0     |         | 3–0 1–0 | 1–0     | 3–2 0–0 | 2–0 2–0 | 1–1     | 0–1     |
| MFK Ružomberok     | 0–3 2–2 | 4–1 0–0 | 2–2 0–0 | 1–1     | 1–0 3–0 | 2–2     |         | 0–2     | 2–0 4–0 | 3–0 2–2 | 2–2     | 1–2     |
| Slovan Bratislava  | 1–2     | 2–1 3–0 | 1–0     | 3–0 4–0 | 2–1     | 2–1 3–2 | 0–1 0–0 |         | 2–3     | 2–2     | 4–1 3–2 | 2–3 0–0 |
| Spartak Trnava     | 0–2     | 6–0     | 1–0 1–0 | 1–0     | 5–1 2–0 | 2–1     | 2–2     | 1–1 0–1 |         | 2–0     | 1–1 1–1 | 4–1 3–1 |
| ViOn Zlaté M.      | 1–3     | 2–0     | 3–2 0–4 | 1–0     | 2–1 2–1 | 0–0     | 1–2     | 1–0 0–1 | 0–0 0–2 |         | 0–0     | 1–2 1–6 |
| ZTS Dubnica        | 1–3 0–2 | 2–1     | 1–0     | 1–1 0–0 | 0–1     | 0–2 2–1 | 0–0 1–1 | 2–1     | 0–1     | 4–1 2–0 |         | 0–2     |
| MŠK Žilina         | 1–0 0–1 | 7–1 4–0 | 1–0     | 2–0 1–0 | 4–0     | 0–0 1–1 | 3–1 4–1 | 3–0     | 2–1     | 4–1     | 4–1 5–0 |         |

## Eindstand
| №  | Club                  | WG | W  | G  | V  | DV | DT | +/- | Punten |
| -- | --------------------- | -- | -- | -- | -- | -- | -- | --- | ------ |
|    | Artmedia Petržalka    | 33 | 27 | 3  | 3  | 77 | 30 | +47 | 84     |
| 2  | MŠK Žilina            | 33 | 22 | 7  | 4  | 75 | 30 | +45 | 73     |
| 3  | FC Nitra              | 33 | 17 | 6  | 10 | 40 | 26 | +14 | 57     |
| 4  | Spartak Trnava        | 33 | 15 | 7  | 11 | 52 | 40 | +12 | 52     |
| 5  | ŠK Slovan Bratislava  | 33 | 15 | 6  | 12 | 46 | 37 | +9  | 51     |
| 6  | MFK Košice            | 33 | 13 | 6  | 14 | 45 | 44 | +1  | 45     |
| 7  | MFK Ružomberok        | 33 | 10 | 14 | 9  | 46 | 43 | +3  | 44     |
| 8  | Dukla Banská Bystrica | 33 | 10 | 9  | 14 | 41 | 37 | +4  | 39     |
| 9  | ZTS Dubnica           | 33 | 7  | 12 | 14 | 34 | 53 | –10 | 33     |
| 10 | FC Senec              | 33 | 6  | 10 | 17 | 30 | 51 | –21 | 28     |
| 11 | FC ViOn Zlaté Moravce | 33 | 6  | 7  | 20 | 22 | 66 | –44 | 25     |
| 12 | AS Trenčín            | 33 | 3  | 7  | 23 | 26 | 77 | –51 | 16     |

|  | Geplaatst voor de tweede kwalificatieronde UEFA Champions League 2008/09 |
|  | Geplaatst voor de eerste voorronde UEFA Cup 2008/09                      |
|  | Geplaatst voor de eerste ronde UEFA Intertoto Cup 2008                   |
|  | Gedegradeerd naar de 1. slovenská futbalová liga                         |

## Statistieken

### Topscorers
- In onderstaand overzicht zijn alleen spelers opgenomen met tien of meer doelpunten achter hun naam

| №  | Naam            | Club               | Goals | Pen. | Duels | Gem. |
| -- | --------------- | ------------------ | ----- | ---- | ----- | ---- |
| 1  | Ján Novák       | MFK Košice         | 17    | 1    | 23    | 0,74 |
| 2  | Juraj Halenár   | Artmedia Petržalka | 16    | 0    | 24    | 0,67 |
| 3  | Peter Štyvar    | MŠK Žilina         | 15    | 0    | 28    | 0,54 |
| 4  | Mário Breška    | MŠK Žilina         | 14    | 1    | 24    | 0,52 |
| 5  | Mouhamadou Seye | MFK Dubnica        | 13    | 0    | 28    | 0,46 |
| 6  | Ján Kozák       | Artmedia Petržalka | 11    | 6    | 31    | 0,35 |
| 7  | Marek Bakoš     | MFK Ružomberok     | 10    | 1    | 20    | 0,45 |
| 8  | Ivan Lietava    | MŠK Žilina         | 10    | 0    | 28    | 0,36 |
| 8  | Admir Vladavić  | MŠK Žilina         | 10    | 2    | 28    | 0,36 |
| 10 | Jaroslav Kolbas | MFK Košice         | 10    | 2    | 32    | 0,31 |

### Meeste speelminuten
Bijgaand een overzicht van de spelers die in het seizoen 2007/08 in alle 33 competitieduels in actie kwamen voor hun club, van de eerste tot en met de laatste minuut. 
| Naam         | Club       | Duels | Min.  | Werd in het veld gebracht | Werd van het veld gehaald |
| ------------ | ---------- | ----- | ----- | ------------------------- | ------------------------- |
| Dusan Kuciak | MSK Zilina | 33    | 2.970 | 0                         | 0                         |

### Nederlanders
Onderstaande Nederlandse voetballers kwamen in het seizoen 2007/08 uit in de Corgoň Liga.
| Naam              | Club       | Debuut | Duels | Goals |
| ----------------- | ---------- | ------ | ----- | ----- |
| Thijs Sluijter    | AS Trencin | ??     | 13    | 1     |
| Danny van der Ree | AS Trencin | ??     | 4     | 0     |

### Toeschouwers
| №      | Club                     | Totaal  | Duels | Gem   | +/–     | Record |
| ------ | ------------------------ | ------- | ----- | ----- | ------- | ------ |
| 1      | FC Spartak Trnava        |         | 16    | 7.218 | +84,3%  | 15.132 |
| 2      | MSK Zilina               |         | 17    | 4.192 | –19,9%  | 8.572  |
| 3      | FC Artmedia Petrzalka    |         | 17    | 4.035 | +12,3%  | 9.000  |
| 4      | FC Nitra                 |         | 17    | 3.854 | +100,3% | 7.090  |
| 5      | MFK Ruzomberok           |         | 17    | 3.252 | –6,1%   | 4.865  |
| 6      | SK Slovan Bratislava     |         | 17    | 3.085 | –26,9%  | 10.856 |
| 7      | ViOn Zlaté Moravce       |         | 16    | 2.362 | +47,2%  | 4.386  |
| 8      | FK Dukla Banská Bystrica |         | 16    | 2.242 | –17,0%  | 3.421  |
| 9      | MFK Kosice               |         | 17    | 1.984 | –40,8%  | 5.277  |
| 10     | ZTS Dubnica              |         | 16    | 1.883 | –15,8%  | 3.233  |
| 11     | AS Trencin               |         | 16    | 1.592 | +14,9%  | 7.645  |
| 12     | FC Senec                 |         | 16    | 1.410 | –7,8%   | 3.421  |
| Totaal | Totaal                   | 614.196 | 198   | 3.102 | +7,4%   | 15.132 |